# Breviraja marklei
Breviraja marklei és una espècie de peix de la família dels raids i de l'ordre dels raïformes.
Els adults poden assolir 39 cm de longitud total i les femelles 45,1.
És ovípar i les femelles ponen càpsules d'ous, les quals presenten com unes banyes a la closca. És un peix marí i d'aigües profundes (45°N-42°N) que viu entre 443–988 m de fondària. Es troba a l'oceà Atlàntic nord-occidental: Nova Escòcia (el Canadà). És inofensiu per als humans.